# Витали, Иван Петрович
Иван Петрович Вита́ли (итал. Giovanni Vitali, 1794, Санкт-Петербург — 1855, там же) — русский скульптор итальянского происхождения, представитель классицистической школы, мастер монументальной и портретной пластики, педагог. Академик (с 1840) и профессор (с 1842) Императорской Академии художеств, статский советник (1853).

## Биография
Джованни Витали родился в 1794 году в Петербурге, в семье итальянского скульптора-формовщика Пьетро Витали. Учился изобразительному искусству у отца. Затем с 1806 по 1818 год занимался в качестве вольноприходящего ученика в петербургской Академии художеств. Итальянец по происхождению, воспитанием, языком, сюжетом своих произведений он принадлежал России. Не получив систематического образования, учился у скульптора Трискорни.

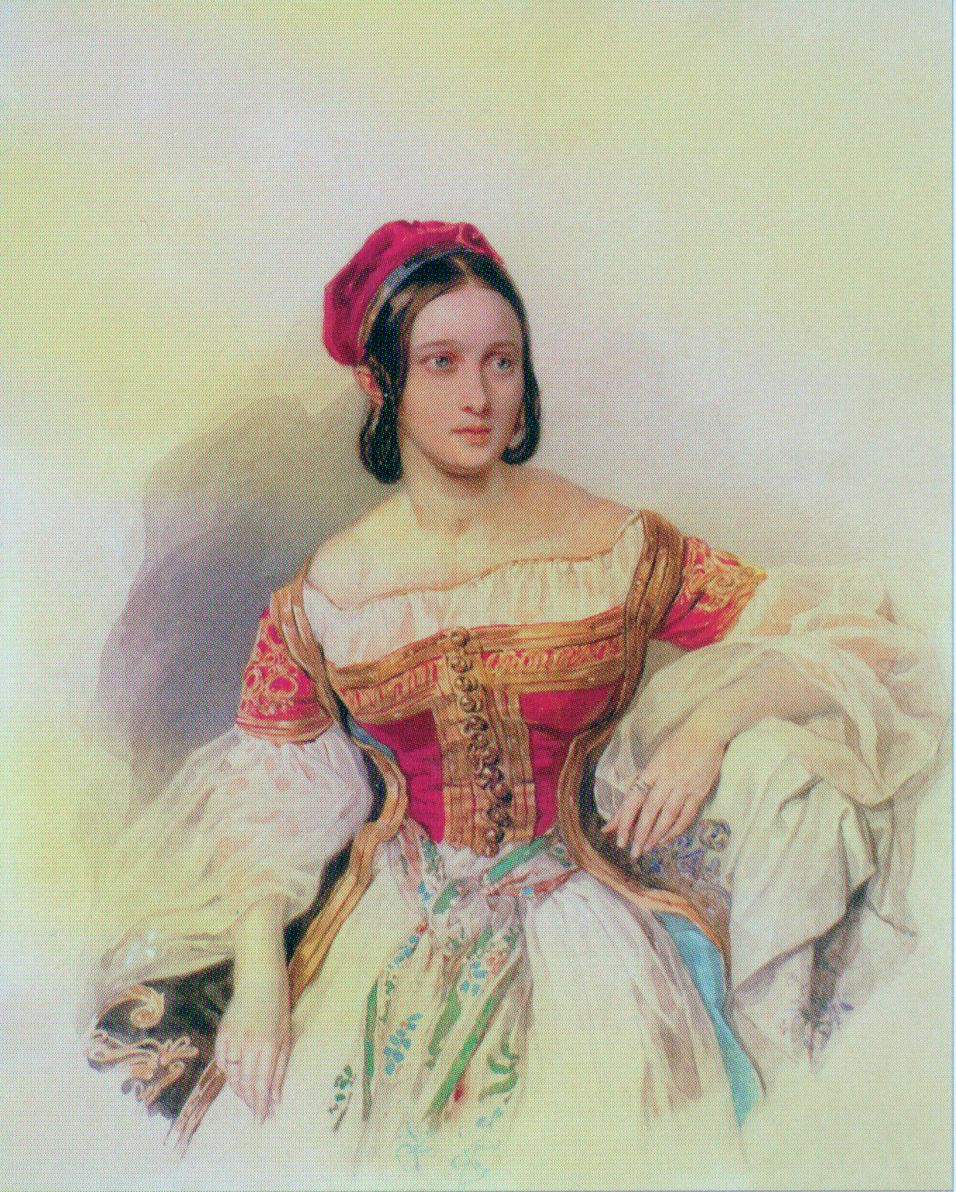
Жена скульптора, Аделаида Осиповна (урождённая Рицци). Акварель П. Ф. Соколова, 1838

С 1818 года жил в Москве, где открыл скульптурную мастерскую, занявшую вскоре первенствующее место среди скульптурно-декоративных мастерских, обслуживавших нужды отстраивавшейся после пожара 1812 года Москвы. В течение трёх лет у него в мастерской работал ученик Мартоса И. Т. Тимофеев, в совместной работе с которым Витали пополнял свои знания.
В Москве им были выполнены скульптуры для нескольких фасадов: аллегорические статуи и рельефы для Опекунского совета (1820—1825), Московского ремесленного училища (1829—1830), Сиротского института (1830—1835); все — из белого камня. Он — автор мраморных фигур ангелов для иконостаса университетской церкви (1835—1837) и фонтанов (на Лубянской и Театральной площадях; оба — бронза, 1835—1836). Также им были исполнены портретные бюсты К. Брюллова, С. Л. Пушкина и князя Юсупова; он выполнил ряд надгробий на московских кладбищах. Стал одним из основателей Натурного класса, преобразовавшегося впоследствии в «Московское художественное общество», создавшее Училище живописи, ваяния и зодчества.
В 1836 году за бюст Карла Брюллова он получил звание свободного художника, а в 1840 году — академика.
В конце 1830-х годов Витали, во время поездки в Италию, познакомился с молодой крестьянской девушкой, которая стала его женой.

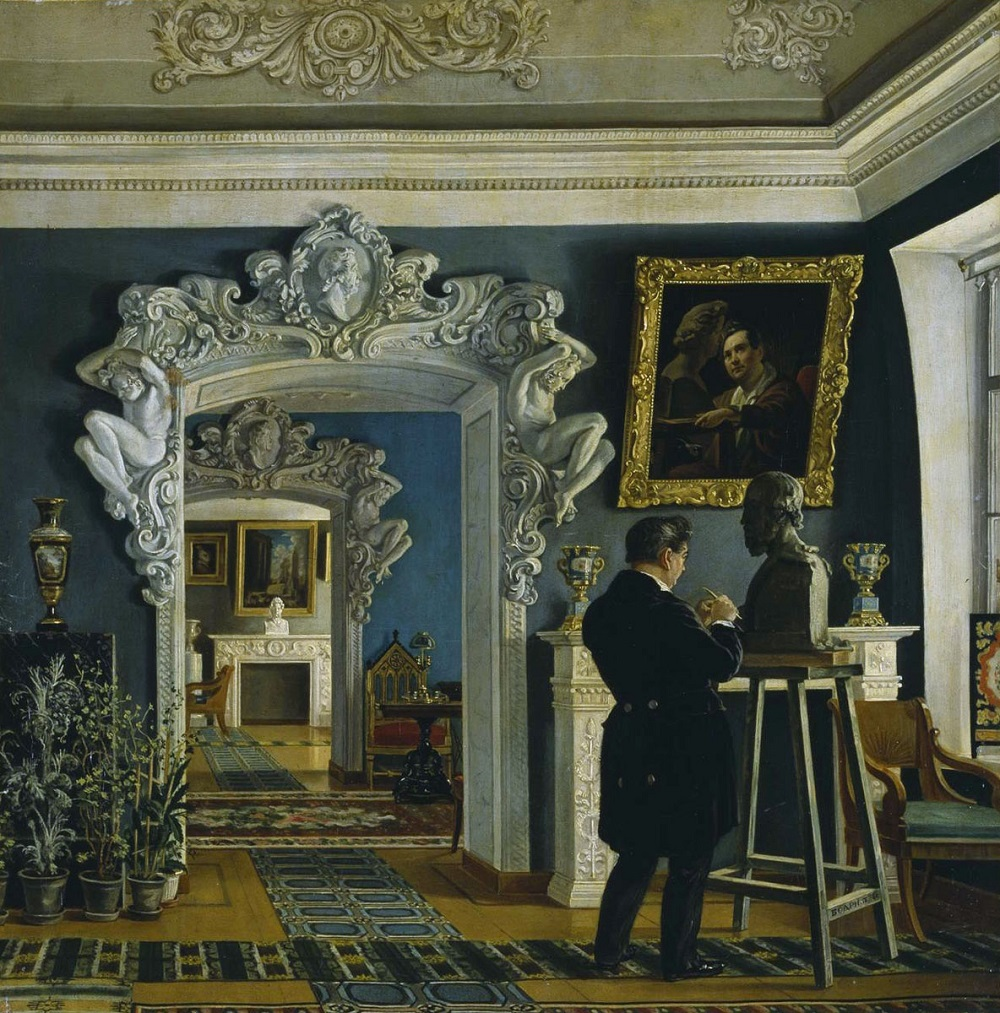
К. П. Бодри. Мастерская Ивана Витали. 1841

В 1841 году вернулся в Санкт-Петербург и в 1842 году был назначен профессором второй степени петербургской Академии художеств. Среди его учеников — В. П. Бродзкий, Р. К. Залеман, Н. А. Лаверецкий.
14 апреля 1853 года был пожалован чином статского советника.
Скончался в Петербурге 5 (17) июля 1855 года. Был похоронен на Волковском лютеранском кладбище; в 1930-х годах захоронение и надгробный памятник (с бюстом работы Антона Фолетти) были перенесены в Александро-Невскую лавру на Тихвинское кладбище — Некрополь мастеров искусств.

## Произведения

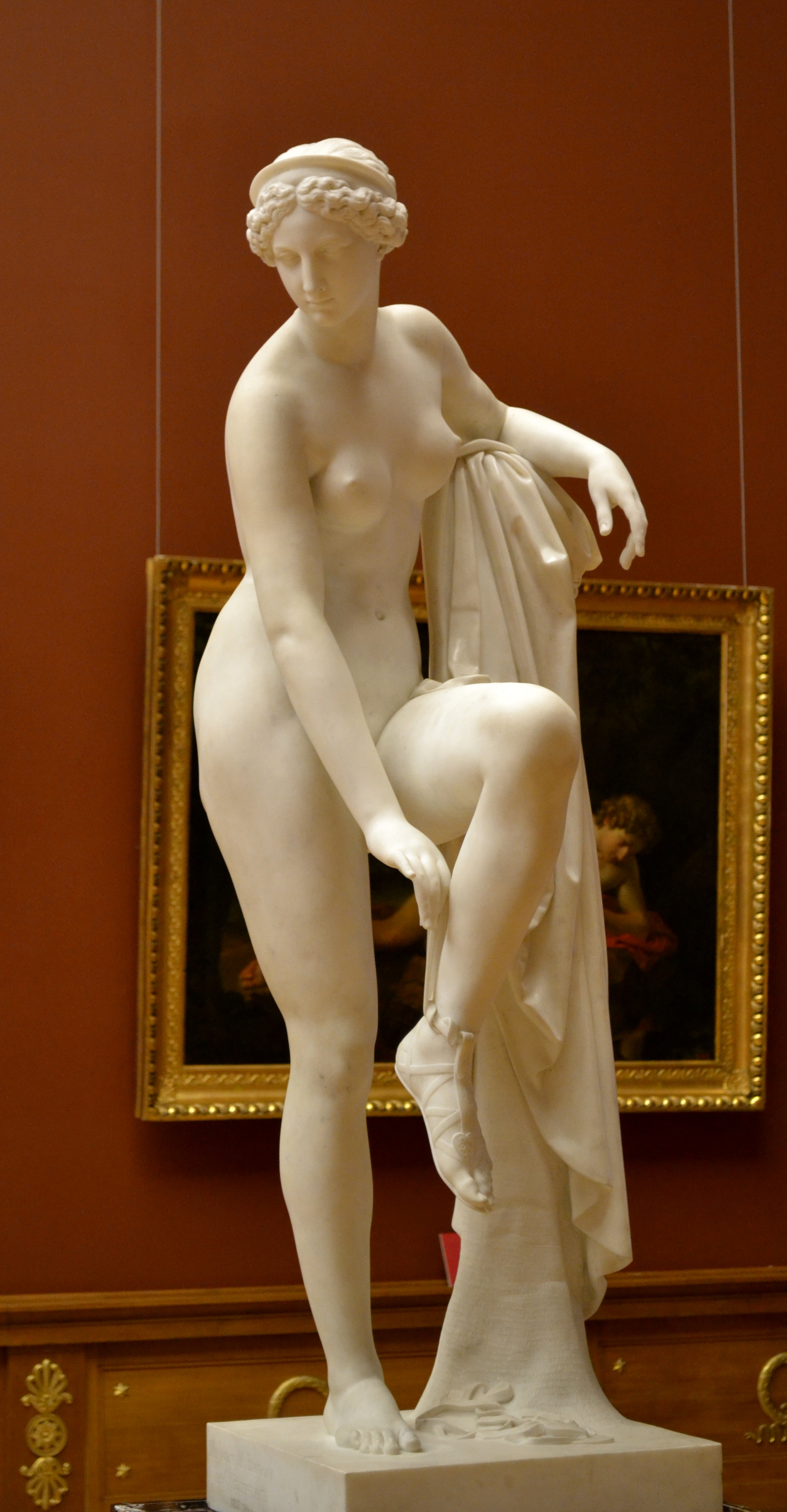
Венера. 1852 г. Русский музей

- Колесница Славы и рельеф «Освобождение Москвы» для Триумфальных ворот в Москве (чугун, 1829—1834);
- фонтан на Театральной площади в Москве (бронза, 1835)
- фонтан на Лубянской площади в Москве (бронза, 1835)
- бюсты А. С. Пушкина: гипсовый в лавровом венке (апрель 1837), мраморный без венка (1842—1843)[7]
- рельефы «Поклонение волхвов» и «Св. Исаакий Далматский» на южном и западном фронтонах Исаакиевского собора в Санкт-Петербурге (1841—1843)
- бронзовая статуя Павла I (установлена в Гатчине, копия — в Павловске)
- бюст Великого князя Михаила Павловича (Русский музей) (бронза, 1848)
- бюст К. Брюллова (Эрмитаж)
- статуя «Венера, снимающая сандалию» (Русский музей; авторская бронзовая копия установлена во дворце герцогов Лейхтенбергских)
- «Геркулес, поражающий гидру»
  - Алтарное распятие в католическом храме святой Екатерины (Санкт-Петербург) — не сохранилось, установлена копия по фотографиям.